# Sheikh Nasir Ahmad
Sheikh Nasir Ahmad (arabisch Šaiḫ Naṣīr-Aḥmad; * als Walter Smith 1919; † 2000) war Imam der islamischen Konfession Ahmadiyya Muslim Jamaat. Er war als Missionar in der Schweiz von 1946 bis 1962 und von 1997 bis zu seinem Tod 2000 tätig. Bevor nach dem Zweiten Weltkrieg ein Missionar nach Deutschland entsandt wurde, wurde Deutschland von Sheikh Nasir Ahmad betreut. Er brachte lange Zeit das Ahmadiyya-Magazin Der Islam heraus. Der erste Vertreter der Ahmadiyya in der Schweiz war der Gelehrte Sheikh Nasir Ahmad von 1946 bis 1962. Die von ihm ermöglichte Mahmud-Moschee wurde 1963 eröffnet.

## ZeitschriftDer Islam
Im Oktober 1949 hatte Sheikh Nasir Ahmad die Zeitschrift Der Islam gegründet. Die erste Nummer bestand aus drei hektographierten Blättern. Ab Oktober 1955 wurde Der Islam gedruckt. Der Gründer dieser Zeitschrift hatte deren Redaktion bis Juni 1962 inne. Nachher übernahm die Ahmadiyya Gemeinde in Deutschland die Verantwortung der Redaktion sowie des Druckes dieser Zeitschrift. Anfang 1982 übernahm der Gründer wieder die Redaktion und leitete sie bis zu seinem Tod im Jahr 2000. Seither erscheint diese Zeitschrift nicht mehr.

## Werke
- Ahmadiyya. Eine Muslim Jamaat im Islam. Verlag Der Islam, 1958, ISBN 3-921458-48-X
- Jesus im Qur-ân. Verlag Der Islam, 1985, ISBN 3-921458-11-0
- Jehad im Islam. Verlag Der Islam, 1991, ISBN 3-921458-73-0
- Ahmadiyya – Eine Bewegung des Islams. Verlag Der Islam, 1993, ISBN 3-921458-28-5
- Islam – 60 Fragen und Antworten. Verlag Der Islam, 1997, ISBN 3-921458-22-6
- Der Heilige Qu'ran. Deutsche Übersetzung.   ISBN 978-3-921458-00-6

| Personendaten    | Personendaten                                           |
| ---------------- | ------------------------------------------------------- |
| NAME             | Sheikh Nasir Ahmad                                      |
| KURZBESCHREIBUNG | Imam der islamischen Konfession Ahmadiyya Muslim Jamaat |
| GEBURTSDATUM     | vor 1946                                                |
| STERBEDATUM      | 2000                                                    |